# Crumiro
Pour un article plus général, voir Briseur de grève.
Crumiro est un terme utilisé en Italie de façon généralement péjorative pour désigner un travailleur qui n'adhère pas à un mouvement de grève et continue son activité salariée, un briseur de grève.

## Étymologie et historique

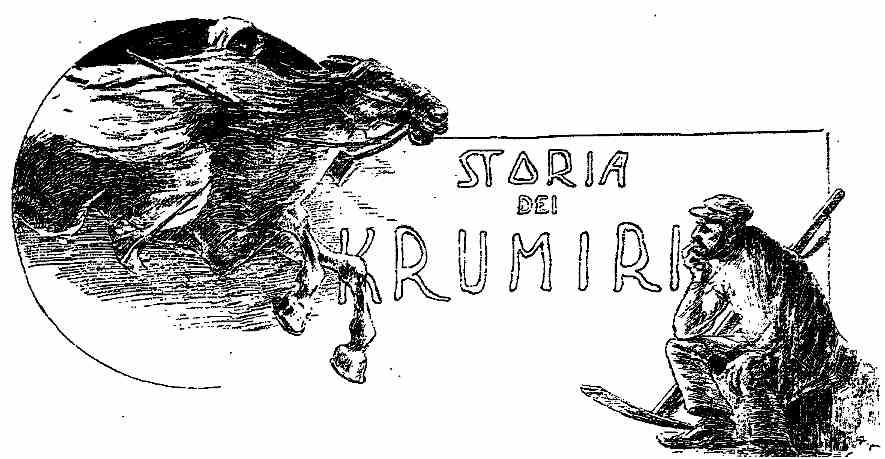
Vignette illustrant le passage du nom de celui d'une tribu à un synonyme de briseur de grève (Zuccoli 1908)

Le terme dérive du nom de la tribu tunisienne des Kroumirs (devenu en français Kroumirs, puis en italien Krumiri), qui acquit une notoriété vers la fin du XIXe siècle au travers des nombreuses razzias entre Tunisie et Algérie donnant à la France le prétexte pour occuper la Tunisie. Les récits des exploits des Kroumirs étaient si terribles que le mot devint en Europe synonyme de sauvage par antonomase,.
Si cela fit des Kroumirs, d'un côté, un emblème d'exotisme exploité y compris sur le plan commercial, comme le montrent les Krumiri, biscuits typiques de Casale Monferrato en Italie, inventés par Domenico Rossi en 1878, ou les Kroumirs, gâteaux de pâte d'amande de Confolens, créés par Auguste Redon en 1895, le terme Kroumir fut toutefois largement employé, surtout en France, comme épithète dépréciatif et raciste se référant aux immigrés, entre autres, nord-africains.
Le terme Krumiri, devenu ensuite crumiri entra massivement dans le lexique syndical italien dès les premiers mois de 1901. Précédemment l'utilisation de Krumiri avait déjà été relevée pour désigner les travailleurs non spécialisés utilisés en typographie durant les grèves (Avanti!, 28 février 1900), mais il s'agissait d'une expression limitée au jargon de l'imprimerie.
En Italie ce terme (à l'époque surtout répandu en France) fut de fait introduit à l'occasion d'une grande grève des travailleurs du port de Marseille (en majorité italiens) entamée le 28 février 1901 et poursuivie jusqu'au 8 avril. Au cours de la grève se fit jour l'idée de remplacer les grévistes par les Arabes et c'est probablement là que naquit l'usage d'identifier les Crumiri avec les non-grévistes. Le terme est employé pour la première fois par écrit dans le quotidien socialiste Avanti! du 31 mars 1901, pour exprimer le mépris inspiré par un groupe de travailleurs italiens engagés pour remplacer les grévistes.
Peu après, le terme commença à être employé dans une acception générique pour désigner les ouvriers très pauvres et non syndicalisés et prêts à tous les compromis (Francesco Papafava, Giornale degli economisti, mai 1901). Le sens actuel de « briseur de grève » fut consacré en juin 1901 lors d'une grève des charbonniers à Gênes, à l'occasion de laquelle fut formellement constitué un syndicat jaune (Lega cattolica di lavoro, 12 juin 1901), dans le but de fournir des travailleurs durant les grèves. À cette occasion, le terme krumiro fut utilisé de manière tellement massive qu'il devint en peu de temps le terme technique pour désigner les non-grévistes.
Au début du siècle, les mondine (repiqueuses de riz) de la plaine du Pô, en lutte pour l'amélioration de leurs conditions de travail, voyaient leurs efforts réduits à néant par les armées de crumire et autres clandestine engagées par les patrons locaux pour briser le mouvement des unes par l'exploitation des autres. Le film néoréaliste italien de Giuseppe De Santis, Riz amer (1949) illustre l'opposition de la population déjà peu favorisée des saisonnières des rizières à ce sous-prolétariat que constituaient les clandestine qualifiées de crumire dans les chansons exprimant les luttes de ces femmes.